# Carlos de Lorena-Guise
Charles de Lorraine-Guise, aportuguesado Carlos de Lorena-Guise, Duque de Chevreuse (Joinville-le-Pont, 17 de fevereiro de 1524 - Avinhão, 25 de dezembro de 1574) foi um nobre e cardeal francês, arcebispo metropolita de Reims.

## Biografia
Nascido em uma família nobre, era filho de Claude de Guise, Duque de Elbeuf com Antonieta de Bourbon. Era sobrinho do cardeal João de Lorena, primeiro cardeal de Lorena. Era o primeiro cardeal de Guise. Era irmão do cardeal Luís I de Guise, de Francisco de Guise e de Maria de Guise, que era casada com o rei Jaime V da Escócia.
Estudou teologia no Collège de Navarre, em Paris. Em 1555, é feito Duque de Chevreuse.

## Vida religiosa
Arcebispo de Reims aos 14 anos depois da demissão de seu tio Jean (1538), foi criado cardeal de Lorena depois da morte dele (1547). Foi criado no consistório de 24 de julho de 1547, pelo Papa Paulo III, recebendo o barrete cardinalício e o título de Cardeal-presbítero de Santa Cecília em 4 de novembro. Coroou o rei Henrique II em 26 de julho de 1547. Conseguiu, junto a seu irmão François, Duque de Guisa, ganhar os favores do rei. Ele e seus irmãos exerceram uma grande influência e desempenharam um importante papel nos assuntos do país.
Participou do Conclave de 1549–1550, que elegeu o Papa Júlio III, representando os interesses da coroa francesa, escrevendo várias cartas ao rei, informando do que ocorria no conclave. Entre 1550 e 1551, acumulou o cargo de bispo de Métis.
O cardeal de Lorena era um personagem incômodo. Extremamente ortodoxo nos princípios da Igreja Católica, era o inimigo jurado dos protestantes. Carlos foi o principal defensor dos princípios do Concílio de Trento e pretendeu aplicá-los na França. Defendeu a religião católica durante toda sua vida e resultou ser de uma intolerância que surpreendia inclusive ao rei de Espanha Felipe II. Enquanto seu irmão François teria uma grande generosidade, Carlos era egoísta e insolente por conta do seu poder. Mas era também um hábil político, possuía grande destreza, eloquente, cheio de recursos e capaz de seduzir. Seu talento faz dele o rival mais acirrado de Catarina de Médicis. Ao ser partidário do extermínio do protestantismo, combaterá por isso mesmo a política de tolerância civil da rainha-mãe. Por suas elevadas capacidades intelectuais, o cardeal exercia com frequência a diplomacia.
Participou dos conclaves de abril e maio de 1555, liderando o partido francês nos seus interesses.

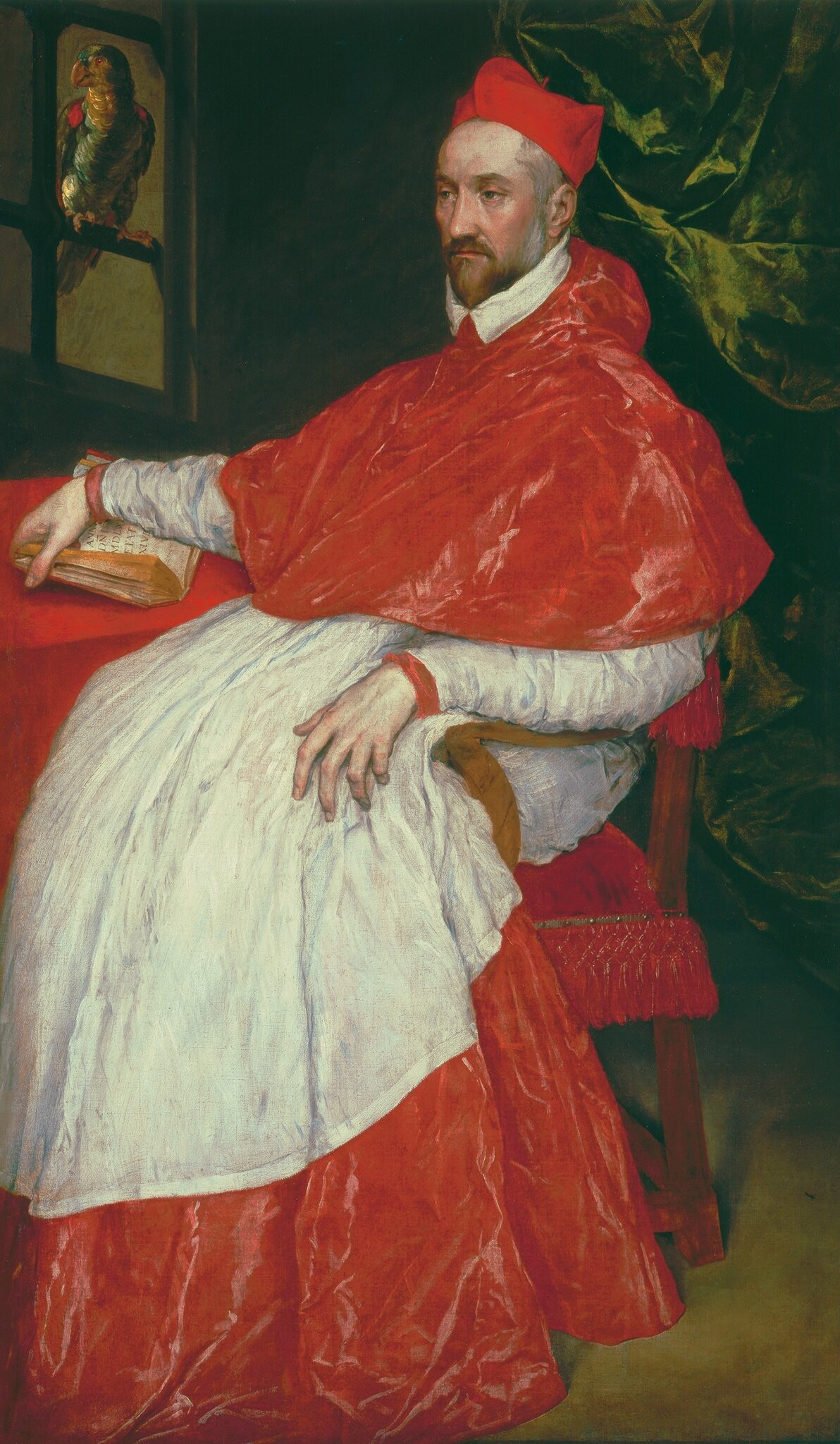
Charles de Guise, 1572 por Zurigo, Kunsthaus, El Greco.

Consegue alcançar o poder junto a seu irmão com o advento do jovem Francisco II (1559). O cardeal de Lorena obteve o total controle da administração financeira. Entretanto, teria que ceder o posto depois da morte do jovem rei no ano seguinte. Presença com impotência, é como se introduz na corte o protestantismo. Seguiu desempenhando um importante papel depois do colóquio de Poissy no que enfrentou a Théodore de Bèze, chefe do partido protestante. Sua intransigência conseguiu fazer fracassar a reconciliação entre os membros das duas religiões, com grande desgosto da rainha-mãe.
Ao morrer seu irmão François (1562), Carlos passa a ser o líder da Casa de Guise e do partido católico. Exerce a tutela dos filhos do seu irmão morto e busca qualquer meio para prejudicar aos Montmorency e, especialmente, ao almirante Gaspar II de Coligny, a quem responsabilizava pela morte de seu irmão. Em 1565, Enquanto a corte se encontrava no sul, esteve a ponto de bater-se em duelo cavaleiro em Paris com Francisco de Montmorency, filho do Condestável Anne de Montmorency por um assunto de protocolo. Desejosa de restabelecer a concórdia no reino, a rainha-mãe obrigará ao cardeal a reconciliar-se com o clã dos Montmorency em Moulins, em 1566. Abraçou publicamente ao almirante de Coligny, mas a Segunda e Terceira guerras religiosas, permitiram ao cardeal romper essa reconciliação e seguir perseguindo ao almirante com seu ódio.
Mais adiante, negociou a boda de Carlos IX com Isabel da Áustria (1569). Em seguida viajou a Roma para participar do conclave de 1572. Oposto ao matrimônio entre a princesa Margarida e o herdeiro da coroa Henrique de Navarra, que devia selar a união entre católicos e protestantes, tenta convencer ao papa de que não é de seu consentimento o casamento.
Mas com grande alegria e surpresa recebe a notícia da Massacre da noite de São Bartolomeu. Apressa-se para regressar a Paris, pensando na possibilidade de recuperar seu lugar no conselho do rei. Pensa que pode produzir uma mudança na política religiosa de Catarina de Médicis, mas ela fez saber em seguida que essa matança era um trágico erro e que ele tampouco era bem-vindo. Carlos foi detido em Avinhão, onde morre em 26 de dezembro de 1574.